# Parafia Matki Boskiej Królowej Korony Polskiej w Poznaniu
Parafia pw. Matki Boskiej Królowej Korony Polskiej w Poznaniu – parafia rzymskokatolicka znajdująca się w archidiecezji poznańskiej w dekanacie Poznań-Starołęka.
Erygowana 1 marca 1958 roku.
Kościół parafialny na Krzesinach w Poznaniu jest świątynią drewnianą, wzniesioną w 1912 w stylu norweskim.

## Proboszczowie[1]
- ks. Romuald Żurowski (1958–1965)
- ks. Kazimierz Gibasiewicz (1965–1993)
- ks. Wojciech Przeczewski (1993–1999)
- ks. Paweł Kamza (1999–2009)
- ks. Antoni Klupczyński (2009–2017)
- ks. Przemysłw Wieczorek (od 2017)